# 549185 Herczeg
549185 Herczeg è un asteroide della fascia principale. Scoperto nel 2011, presenta un'orbita caratterizzata da un semiasse maggiore pari a 3,1679761 au e da un'eccentricità di 0,2106862, inclinata di 29,14541° rispetto all'eclittica.